# فورست گیت
longitudeفورست گیتlatitudeفورست گیت
فورست گیت (به انگلیسی: Forest Gate) یک ناحیه در لندن است که در منطقه نیوهام لندن واقع شده‌است.